# .kz
A .kz Kazahsztán internetes legfelső szintű tartomány kódja, melyet 1994-ben hoztak létre. Szabadon lehet második kategóriás címeket bejegyezni, vagy a speciális szabályok figyelembevételével lehet harmadik szintű címeket is regisztrálni a következő címek alá:
- .org.kz: nonprofit szervezetek
- .edu.kz: engedéllye rendelkező közoktatási intézmények
- .net.kz: adatforgalmazási engedéllyel rendelkező társaságok
- .gov.kz: kormányzati szervek
- .mil.kz: hadsereg
- .com.kz: kereskedelmi cégek

Egy kisebb botrányt okozott, mikor Sacha Baron Cohen .kz domain alatt a kazahokat kifigurázó, őket elmebetegeknek, hülyének bemutató oldalt tett közzé.